# رجال في الملابس السوداء: دوليين (فلم)
رجال في الملابس السوداء: دوليين (بالإنجليزية: Men in Black: International) هو فيلم حركة وكوميديا وخيال علمي تم إنتاجه في الولايات المتحدة وصدر سنة 2019 بطولة ليام نيسون وتيسا تومبسون وكريس هيمسوورث.

## القصة
يتورط فريق من العملاء السريين من رجال الملابس السوداء في لندن بحل لغز جريمة قتل يرسلهم إلى السفر عبر الكرة الأرضية.

## الميزانية والإيرادات
كلف الفيلم أكثر من 100 مليون دولار وحقق أرباح تقدر بـ 253 مليون دولار.

## وصلات خارجية
مقالات تستعمل روابط فنية بلا صلة مع ويكي بيانات

لا توجد روابط لمواقع التواصل الاجتماعي.